# The Kovenant
A The Kovenant norvég metal együttes.

## Története
1993-ban alakultak meg Hamar városában, "Covenant" néven, Nagash és Blackheart által. Nagash a Troll nevű black metal zenekar tagja is. A Covenant először egy demót adott ki, majd 1997-ben első nagylemezük is megjelent, a "Mordgrimm Records" gondozásában. 1998-ban a neves Nuclear Blast kiadóhoz szerződtek le, majd új zenészeket fogadtak fel: Sarah Jezebel Deva énekesnőt a Cradle of Filthből, Hellhammer dobost a Mayhemből, az Arcturus billentyűsét, Sverd-et, illetve Astennu zenészt az Infernal Method-ból. Második lemezüket 1998-ban jelentették meg. Az album megjelenése után Sarah-t, Sverd-et  illetve Astennu-t Nagash kirúgta a zenekarból. 1999-ben az ugyanilyen nevű svéd elektronikus zenei együttes beperelte őket. Így Nagash és Blackheart "The Covenant"-ra változtatta a nevet, de mivel ezt az elnevezést pedig egy holland heavy metal együttes viselte, így a C K-ra módosult: "The Kovenant". 1999-es harmadik albumuk már sokkal inkább indusztriális hangzású volt. A tagok ekkor művészneveket kezdtek használni: Nagash-ból "Lex Icon", Blackheart-ból "Psy Coma", míg Hellhammer dobos pedig "Von Blomberg" lett. Az együttes negyedik nagylemezét 2003-ban adta ki. Indusztriális/elektronikus hangzásvilágukat a mai napig őrzik.

## Tagok
- Nagash - dob (1993-1998, 2002), ének, billentyűk (1993-), basszusgitár (1998-)
- Blackheart - basszusgitár (1994-1998, 2002-), gitár, billentyűk, programozás (1993-2002, 2002-)
- Angel - gitár (2000-)

## Korábbi tagok
- Hellhammer - dob (1993-1998)
- Astennu - gitár (1998-1999)
- Sarah Jezebel Deva - ének (1998)
- Eileen Küpper - ének (1999-2003)
- Kent Frydenlund - dob (2003-2009)
- Geir Bratland - billentyűk (2003-2009)
- Kharon - basszusgitár (1994)
- Sverd - billentyűk (1998)

## Diszkográfia
- In Times Before the Light (1997)
- Nexus Polaris (1998)
- Animatronic (1999)
- SETI (2003)

## Egyéb kiadványok

### Demók
- From the Storm of Shadows (1994)
- Promo 1995

### EP-k
- S.E.T.I. 4-Track Club EP (2003)